# Savatage
Savatage ist eine US-amerikanische Heavy-Metal-Band aus Tampa, Florida. Ihr musikalischer Stil verarbeitet auf späteren Alben auch klassische sowie Musical-Einflüsse. Bekannt geworden sind Savatage vor allem durch ihre umfangreichen Konzeptalben sowie durch ihr erfolgreiches Nebenprojekt Trans-Siberian Orchestra.

## Bedeutung
Die Band existierte mehr als 20 Jahre mit wechselnder Besetzung und hat sich in der Metal-Szene eine große Fangemeinde erspielt. Jon Oliva, der ehemalige Leadsänger, noch heutige Bandleader/Keyboarder und neben Paul O’Neill Hauptsongwriter, konnte sich in dieser Szene einen Kultstatus erarbeiten und trägt unter Fans den Spitznamen Mountain King nach dem Song „Hall of the Mountain King“. Das Gitarrenspiel von Jon Olivas 1993 verstorbenem Bruder Christopher „Criss“ Oliva, Leadgitarrist bis einschließlich zum Album Edge of Thorns, war prägend für die Band und begründet einen Stil, der Savatage deutlich von anderen Bands der amerikanischen Power-Metal-Szene abgrenzte.
Besonders bekannt sind Savatage für ihre stilistisch an Musicals erinnernden, auch Rockoper genannten, Konzeptalben wie Streets (1991), Dead Winter Dead (1995) oder auch The Wake of Magellan (1997), die häufig Elemente klassischer Werke (zum Teil interpretiert auf modernen Instrumenten) beinhalten (siehe auch Neoklassischer Metal). Kennzeichnend für Savatage sind die textlichen Konzepte, deren geistiger Vater der Produzent von Savatage und Quasi-Bandmitglied Paul O’Neill, u. a. Tour-Gitarrist der Musicals Jesus Christ Superstar und Hair, ist. Die Mitglieder von Savatage engagierten und engagieren sich in den Nebenprojekten Doctor Butcher, Jon Oliva’s Pain und Trans-Siberian Orchestra. Trans-Siberian Orchestra wurde in den USA durch mehrere Weihnachtsalben und ein Konzeptalbum über Beethoven bekannt.

## Bandgeschichte

### Die frühen Jahre
1981 gründeten die Brüder Jon und Criss Oliva zusammen mit dem Schlagzeuger „Doc“ Steve Wacholz und dem Bassisten Keith Collins die Band Avatar. Nachdem sich die Band zunächst nur im Underground von Florida einen Namen machte und zwei Tracks für eine lokale Sampler-LP aufnehmen konnte, veröffentlichte sie 1983 die EP City Beneath the Surface, die heute einen hohen Sammlerwert hat. Aus juristischen Gründen nannte sich die Band in Savatage um und veröffentlichte unter diesem Namen das Debütalbum Sirens. 1984 wurde das Minialbum The Dungeons Are Calling veröffentlicht. Beide Alben wurden unter dem Independent-Label Combat Records veröffentlicht, bis die Band 1984 bei Atlantic Records unterschrieb. 1985 folgte Power of the Night und die Band ging das erste Mal auf Tour. Im Jahr 1986 übernahm Johnny Lee Middleton den Bass und eröffnete so das Besetzungskarussell. Im gleichen Jahr erschien das unter chaotischen Umständen in London aufgenommene Fight for the Rock, ein vergeblicher Versuch der Plattenfirma, ein kommerziell breiteres Publikum zu finden. Mitglieder der Band bezeichneten das Album als einen Albtraum. Mit diesem Album tourten Savatage erstmals in Europa als Vorband von Motörhead und trafen dabei den späteren Produzenten Paul O’Neill.

### Wachsender Erfolg
Paul O’Neill wurde auf Wunsch der Plattenfirma Produzent der Band. Unter seiner Mitwirkung entstand das Album Hall of the Mountain King. Zum Titeltrack wurde das erste Musikvideo der Band gedreht. 1988 wurde Chris Caffery als Rhythmusgitarrist für Liveauftritte der Band verpflichtet und das Video zum Song 24 Hours Ago (vom Hall of the Mountain King-Album) gedreht. 1989 wurde Caffery zum offiziellen Bandmitglied erklärt und es folgte das Album Gutter Ballet. Obwohl Caffery nun zur Band gehörte, wurde aus inoffiziellen Quellen bekannt, dass er auf diesem Album keinen einzigen Ton gespielt hatte und dass das gesamte Album von Criss Oliva eingespielt worden war. 1990 wurde exzessiv getourt, die Videos zu Gutter Ballet und When the Crowds Are Gone entstanden. Caffery verließ die Band wieder. 1991 schrieben Savatage zusammen mit ihrem Produzenten O’Neill das Konzeptalbum Streets – A Rock Opera, das teilweise schon 1979 von O’Neill als Musical ausgearbeitet worden war. Zu Jesus Saves und New York City Don’t Mean Nothing wurden Videos gedreht, wobei letzteres aber nie veröffentlicht wurde. Im Jahr 1992 musste Jon Oliva wegen stimmlicher Probleme den Posten als Sänger an Zachary „Zak“ Stevens weitergeben. Die Band spielte ein „Abschiedskonzert“ für Jon, der sich daraufhin aus dem Tourleben für bestimmte Zeit zurückziehen wollte. Dies war die letzte Show von Jon und Criss Oliva auf einer Bühne. Sie fand am 13. Juni in Tampa statt und Ex-Bassist Keith Collins spielte mit. Mit Zachary Stevens wurde 1993 das Album Edge of Thorns aufgenommen. Zu den Songs Edge of Thorns und Sleep entstanden weitere Videos. Im Oktober des Jahres kam Criss Oliva bei einem unverschuldeten Autounfall in der Nähe von Tampa ums Leben.

### Nach Criss Olivas Tod
1994 wurde das Album Handful of Rain veröffentlicht, das dem im Jahr zuvor verstorbenen Bandmitglied gewidmet ist und zu weiten Teilen alleine von Jon Oliva und Paul O’Neill aufgenommen wurde. Als Ersatz für Criss Oliva wurde Alex Skolnick von Testament als Gitarrist angeworben. Zum Titelsong des Albums nahm die Band ein weiteres Video auf. Jeff Plate ersetzte Wacholz auf der folgenden Tour am Schlagzeug. Ein Konzert in Tokio wurde aufgezeichnet und erschien später unter dem Titel Japan Live ’94 als Livevideo und CD. Jon Oliva und Chris Caffrey veröffentlichen in Europa ein Album ihres Projekts Doctor Butcher, auf dem Oliva erstmals seit 1992 wieder als Sänger tätig war. Im Jahr 1995 wurde Skolnick von den Gitarristen Chris Caffery und Al Pitrelli ersetzt. Mit ihnen nahm die Band Dead Winter Dead auf, ein Konzeptalbum über den Krieg in Jugoslawien. Vom Album wurde zu dem Song One Child ein Video aufgenommen. Der Erfolg des Instrumentalstücks Christmas Eve (Sarajevo 12-24) inspirierte O’Neill und Jon Oliva dazu, 1996 das Trans-Siberian Orchestra (kurz TSO) zu gründen, mit vielen Gastmusikern das Weihnachts-Konzeptalbum Christmas Eve and Other Stories aufzunehmen, das ebenfalls das Stück Christmas Eve (Sarajevo 12-24) enthält. 1996 hatte Jon Oliva einen Gastauftritt mit den Superstars der damaligen World Wrestling Federation, heute World Wrestling Entertainment, als er mit einigen der Athleten, z. B. The Undertaker und Paul Bearer, das Lied We’re All Together Now auf dem Album WWF Full Metal einspielte. 1997 wurde mit The Wake of Magellan ein weiteres Konzeptalbum veröffentlicht. Dieses Album erklomm in den deutschen Albencharts den 11. Platz. Im Jahr 2000 verließen Pitrelli und Stevens die Band.
2001 wurde mit Poets and Madmen das vierte Konzeptalbum von Savatage veröffentlicht, dessen Aufnahmen sich aufgrund des Erfolges des Trans-Siberian Orchestra immer wieder hingezogen hatten. Da noch kein neuer Sänger gefunden werden konnte, übernahm Jon Oliva notgedrungen diesen Part, wurde aber auf den folgenden Touren von Damond Jiniya ergänzt, während Jon Oliva trotzdem den Großteil der Songs selbst sang. Live füllten unter anderem Jack Frost und Jeff Waters die von Al Pitrelli hinterlassene Lücke neben Chris Caffery. In Poets and Madmen brechen drei Jugendliche in eine ehemalige psychiatrische Klinik ein und finden einen vergessenen Insassen. Über diesen finden sie heraus, dass er ein Kriegsfotograf war, der zwar mit dem Pulitzer-Preis ausgezeichnet wurde, über seine Arbeit jedoch verrückt geworden ist. Doch nachdem der Fotograf sie bestiehlt, verlassen sie die Anstalt wieder. Einige Zeit später erfahren die drei Jugendlichen, dass der Fotograf Selbstmord begangen hat, durch einen erneuten Besuch der Anstalt geraten sie jedoch in Zweifel über sein tatsächliches Schicksal. Die Figur des Kriegsfotografen nimmt Bezug auf den südafrikanischen Fotojournalisten Kevin Carter.

### Ende der Band
2003 veröffentlichte Zak Stevens mit seiner neuen Band Circle II Circle das erste Album Watching in Silence, das unter enormer Mithilfe von Jon Oliva und Chris Caffery entstanden war. Im Oktober des Jahres traten Savatage und Circle II Circle auf einem Konzert zum zehnten Todestag von Criss Oliva auf. Zusätzlich präsentierte Jon Oliva gemeinsam mit den Musikern von Circle II Circle Solomaterial, wodurch das Seitenprojekt Jon Oliva’s Pain entstand, welches 2004 das Album Tage Mahal aufnahm. Bis 2008 veröffentlichte das Projekt, zum Teil unter Verwendung alter Aufnahmen von Criss Oliva, zwei weitere Alben. Ebenso nahm Chris Caffery gemeinsam mit Jeff Plate ein Doppel-Soloalbum mit dem Titel Faces/God Damn War auf. 2005 war auf W.A.R.P.E.D, einer erweiterten Ausgabe von God Damn War, auch ein Lied mit Jon Oliva als Sänger enthalten.
Schließlich erklärte 2006 Jon Oliva das mögliche Ende von Savatage in absehbarer Zeit. Er kündigte im Mai des Jahres in einem Interview an, Savatage im Jahr 2007 im Anschluss an eine Abschiedstournee zum 25-jährigen Bandjubiläum aufzulösen, um sich voll und ganz seinem Jon-Oliva’s-Pain-Projekt und dem sehr erfolgreichen Trans-Siberian Orchestra zu widmen. Paul O’Neil begründete das Ende von Savatage 2015 damit, dass Jon Oliva mit seiner Arbeit überfordert war und endlich von einem der beiden Projekte leben konnte.
Am 19. Dezember 2007 verkündete Jon Oliva offiziell das Ende von Savatage. Eine Abschiedstour fand nicht statt. Bedingt durch die inzwischen enorme Größe und Bekanntheit des Trans-Siberian Orchestra sowie des eigenen Projekts Jon Oliva’s Pain bleibe keine Zeit mehr, um sich um die einstige Stammband zu kümmern. Jon Oliva wies allerdings ein weiteres Mal darauf hin, dass Jon Oliva’s Pain weiterhin „seine“ Art des Heavy Metal darstelle, weswegen die Band gelegentlich als legitimer Nachfolger von Savatage betrachtet wird. Im Rahmen einer Pressekonferenz am 2. August 2014 auf dem Wacken Open Air wurde bekannt gegeben, dass die Band eine „Reunion-Show“ auf dem 26. Wacken Open Air 2015 spielen wird. Jon Oliva schloss jedoch weitere Bandaktivitäten nicht aus.
Gegenüber der Zeitschrift Metal Hammer verriet Jon Oliva im Juni 2015, dass an der Reunion Zachary Stevens, Al Pitrelli, Johnny Lee Middleton, Chris Caffery und Jeff Plate teilnehmen werden. Des Weiteren seien Gastsänger geplant. Jon Oliva bereitete sich mit Personal-Trainer auf den Auftritt vor, um Gewicht zu verlieren und fit zu werden. Die Band werde gleichzeitig mit dem Trans-Siberian Orchestra spielen und jeweils beide Hauptbühnen wechselnd bespielen. Der Auftritt fand schließlich am 30. Juli 2015 statt. Es begann mit der Reunion von Savatage auf der linken Bühne (Black Stage), der eine Show vom Trans-Siberian Orchestra auf der rechten Bühne (True Metal Stage) folgte, und endete in einer Gemeinschafts-Show auf beiden Bühnen gleichzeitig. Für Savatage war dabei das Lineup auf der Bühne, welches die Alben Dead Winter Dead und The Wake of Magellan eingespielt hatte.

### Mögliches neues Album
Im April 2023 bestätigte Jon Oliva in einem Interview mit der griechischen Ausgabe des Rock-Hard-Magazins, dass Savatage ab Juni des gleichen Jahres ein neues und womöglich letztes Savatage-Album mit dem Arbeitstitel Curtain Call aufnehmen würden. Dabei wären alle Musiker involviert, die auch auf Dead Winter Dead zu hören waren, sowie der erste Drummer der Band, Steve Wacholz. Das Album solle 2024 veröffentlicht werden. Im September 2023 sagte Oliva in einem weiteren Interview, dass die Aufnahmen aufgrund einer Wirbelsäulenverletzung in Folge eines Unfalls seinerseits gestoppt wären.

## Diskografie
Studioalben

| Jahr | Titel Musiklabel                           | Höchstplatzierung, Gesamtwochen, AuszeichnungChartplatzierungen (Jahr, Titel, Musiklabel, Platzierungen, Wochen, Auszeichnungen, Anmerkungen) | Höchstplatzierung, Gesamtwochen, AuszeichnungChartplatzierungen (Jahr, Titel, Musiklabel, Platzierungen, Wochen, Auszeichnungen, Anmerkungen) | Höchstplatzierung, Gesamtwochen, AuszeichnungChartplatzierungen (Jahr, Titel, Musiklabel, Platzierungen, Wochen, Auszeichnungen, Anmerkungen) | Höchstplatzierung, Gesamtwochen, AuszeichnungChartplatzierungen (Jahr, Titel, Musiklabel, Platzierungen, Wochen, Auszeichnungen, Anmerkungen) | Anmerkungen                                                            |
| Jahr | Titel Musiklabel                           | DE | AT | CH | US | Anmerkungen                                                            |
| ---- | ------------------------------------------ | --- | --- | --- | --- | ---------------------------------------------------------------------- |
| 1983 | Sirens Par Records                         | DE16 (1 Wo.)DE | — | — | — | Erstveröffentlichung: 11. April 1983 Charteinstieg in DE erst 2021     |
| 1985 | Power of the Night Atlantic Records        | DE61 (1 Wo.)DE | — | — | — | Erstveröffentlichung: 20. Mai 1985 Charteinstieg in DE erst 2021       |
| 1986 | Fight for the Rock Atlantic Records        | DE67 (1 Wo.)DE | — | — | US158 (7 Wo.)US | Erstveröffentlichung: 30. Juni 1986 Charteinstieg in DE erst 2021      |
| 1987 | Hall of the Mountain King Atlantic Records | DE26 (1 Wo.)DE | — | CH48 (1 Wo.)CH | US116 (23 Wo.)US | Erstveröffentlichung: 28. September 1987 Charteinstieg in DE erst 2022 |
| 1989 | Gutter Ballet Atlantic Records             | DE7 a (13 Wo.)DE | — | CH39 (1 Wo.)CH | US124 (12 Wo.)US | Erstveröffentlichung: 1. Dezember 1989 Charteinstieg in CH erst 2022   |
| 1991 | Streets – A Rock Opera Atlantic Records    | DE9 (1 Wo.)DE | — | — | — | Erstveröffentlichung: 4. Oktober 1991 Charteinstieg in DE erst 2022    |
| 1993 | Edge of Thorns Atlantic Records            | DE15 b (8 Wo.)DE | — | — | — | Erstveröffentlichung: 2. April 1993                                    |
| 1994 | Handful of Rain Atlantic Records           | DE20 b (6 Wo.)DE | — | — | — | Erstveröffentlichung: 15. August 1994                                  |
| 1995 | Dead Winter Dead Atlantic Records          | DE35 c (4 Wo.)DE | — | CH98 (1 Wo.)CH | — | Erstveröffentlichung: 22. September 1995 Charteinstieg in CH erst 2022 |
| 1997 | The Wake of Magellan Atlantic Records      | DE11 (7 Wo.)DE | — | CH99 (1 Wo.)CH | — | Erstveröffentlichung: 15. September 1997 Charteinstieg in CH erst 2022 |
| 2001 | Poets and Madmen Nuclear Blast             | DE7 (4 Wo.)DE | AT70 (1 Wo.)AT | CH97 (1 Wo.)CH | — | Erstveröffentlichung: 3. April 2001                                    |